# Danil Lysenko
Danil Lysenko (rusky Данил Сергеевич Лысенко, * 19. května 1997 v Birsku) je ruský atlet, výškař. Je halovým mistrem světa (2018).

## Sportovní kariéra
Na juniorském mistrovství Evropy v roce 2015 obsadil v soutěži výškařů páté místo. Mezi dospělými zaznamenal první úspěch na světovém šampionátu v Londýně v roce 2017, kde získal stříbrnou medaili. V březnu 2018 se v Birminghamu stal halovým mistrem světa ve skoku do výšky.

## Osobní rekordy
- hala – 237 cm (2018)
- venku – 240 cm (2018)